# Ministerium des Ministerrats Osttimors

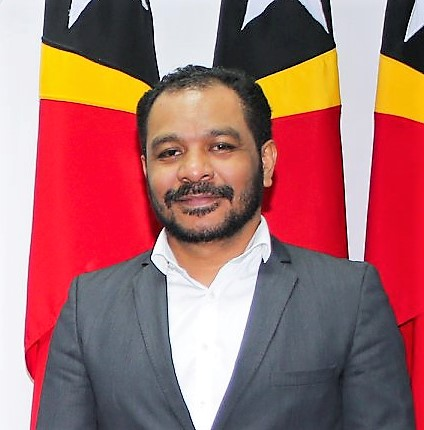
Minister Fidelis Leite Magalhães

Das Ministerium des Ministerrats Osttimors (tetum Ministériu Konsellu Ministrus; portugiesisch Ministério do Conselho de Ministros; kurz: MPKM, MPCM) ist eine osttimoresische Regierungsbehörde. Der Minister unterstützt den Premierminister im Vorsitz des Ministerrats und bei der Koordinierung der Regierung und übernimmt die Funktion des Sprechers der Regierung und des Ministerrats. Amtierender Minister ist Ágio Pereira vom CNRT. In Abwesenheit wird er durch einen Minister seiner Wahl vertreten.
Konkrete Bezeichnung und genaue Aufgaben des Ministers variieren je nach Regierung. Zeitweise wurde das Ministerium auch Ministerium des Präsidiums des Ministerrates Osttimors (tetum Ministériu Prezidénsia Konsellu Ministrus; portugiesisch Ministério da Presidência do Conselho de Ministros) genannt. Einige Vorgänger hatten den Rang eines „Staatsministers“, der über den einfachen Ministern steht, in der Verfassung von Osttimor aber nicht definiert ist. In der IV. Regierung hatte die Rolle ein Staatssekretär inne.

## Aufgaben
In der Rangfolge steht der Minister gleich hinter den stellvertretenden Premierministern und über den anderen Ministern des Kabinetts. Er ist funktionell vom Premierminister abhängig und unterliegt dessen politischer Oberhoheit. Der Minister koordiniert die Vorbereitung und Organisation der Regierungsarbeit, überwacht und bewertet die Umsetzung der Beschlüsse des Ministerrats und koordiniert die rechtliche Unterstützung und Beratung des Ministerrats.
Zusätzlich ist der Minister auch verantwortlich für die Koordinierung des Gesetzgebungs- und Regelungsprozesses der Regierung, für die Analyse und Vorbereitung der Entwürfe von Rechts- und Regelungsvorschriften der Regierung in Abstimmung mit den Ministerien, für die Sicherstellung des Rechtsdienstes der Präsidentschaft des Ministerrats, für die Vorbereitung der Antworten auf die Verfahren zur Überprüfung der Verfassungsmäßigkeit und der Rechtmäßigkeit in Zusammenarbeit mit dem zuständigen Ministerium, für die Ernennung eines Rechtsanwalts oder eines Vertreters des Staates bei Schiedsgerichtsverfahren, Mediation, Schlichtung und außergerichtlichen Streitigkeiten in Übereinstimmung mit dem Gesetz; Vertretung des Ministerrats oder des Premierministers in den eigens eingerichteten Ausschüssen, wenn diese dies beschließen; Durchführung einer eingehenden Studie über die Reform, die Vereinheitlichung und die Harmonisierung der Gesetzgebung sowie Bewertung der Notwendigkeit eines Eingreifens der Regierung oder des nationalen Parlaments, für Vorschläge und Förderung der Modernisierung des Gesetzgebungsverfahrens, für die Analyse und Vorbereitung von Projekten und Vorschlägen für Rechts- und Verwaltungsvorschriften der Regierung in Abstimmung mit den vorschlagenden Ministerien. für Vorschläge für politische Maßnahmen zur Förderung der Verwaltungsreform, insbesondere durch die Modernisierung und Innovation der öffentlichen Verwaltung und den Einsatz von Regierungsinstrumenten, sowie die Gewährleistung der Koordinierung und Überwachung der Umsetzung dieser Maßnahmen.
Mit Schaffung des Ministeriums für parlamentarische Angelegenheiten und Medien wurden diese Bereiche in der VIII. Regierung vom Ministerium des Präsidiums des Ministerrates abgetrennt.

## Organisationsstruktur und untergeordnete Behörden
Die Imprensa Nacional de Timor-Leste (INTL), die Nationaldruckerei, steht unter Aufsicht und Obhut des Ministers. Früher stand das Ministerium auch dem staatlichen Rundfunksender Rádio e Televisão de Timor-Leste (RTTL), dem Technischen Ausbildungszentrum für Kommunikation (TTCC) und der Kommission für den öffentlichen Dienst, zu der auch das Nationale Institut für öffentliche Verwaltung gehört, vor.
In der V. Regierung waren dem Ministerium der Staatssekretär des Ministerrats, der Staatssekretär für parlamentarische Angelegenheiten, der Staatssekretär für Medien, der Staatssekretär für Institutionelle Entwicklung und der Staatssekretär für die Unterstützung und Förderung des Privatsektors unterstellt.
In der IX. Regierung unterstehen dem Ministerium der Vizeminister für parlamentarische Angelegenheiten und die Staatssekretäre für soziale Kommunikation (SECOMS) und für Gleichberechtigung.